# Ripley (cráter)

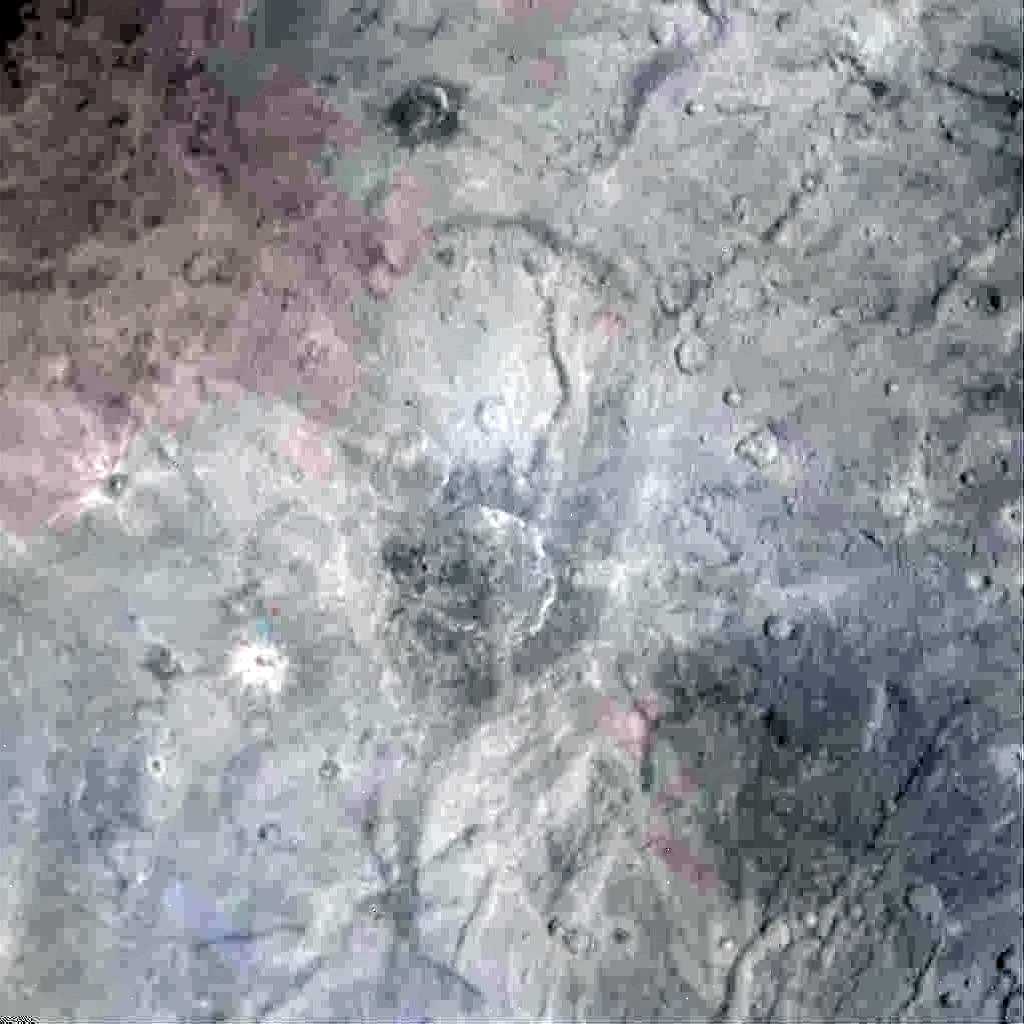
Superposición de imágenes tomadas por la sonda New Horizons mostrando el cráter Ripley en el centro de Nostromo Chasma.

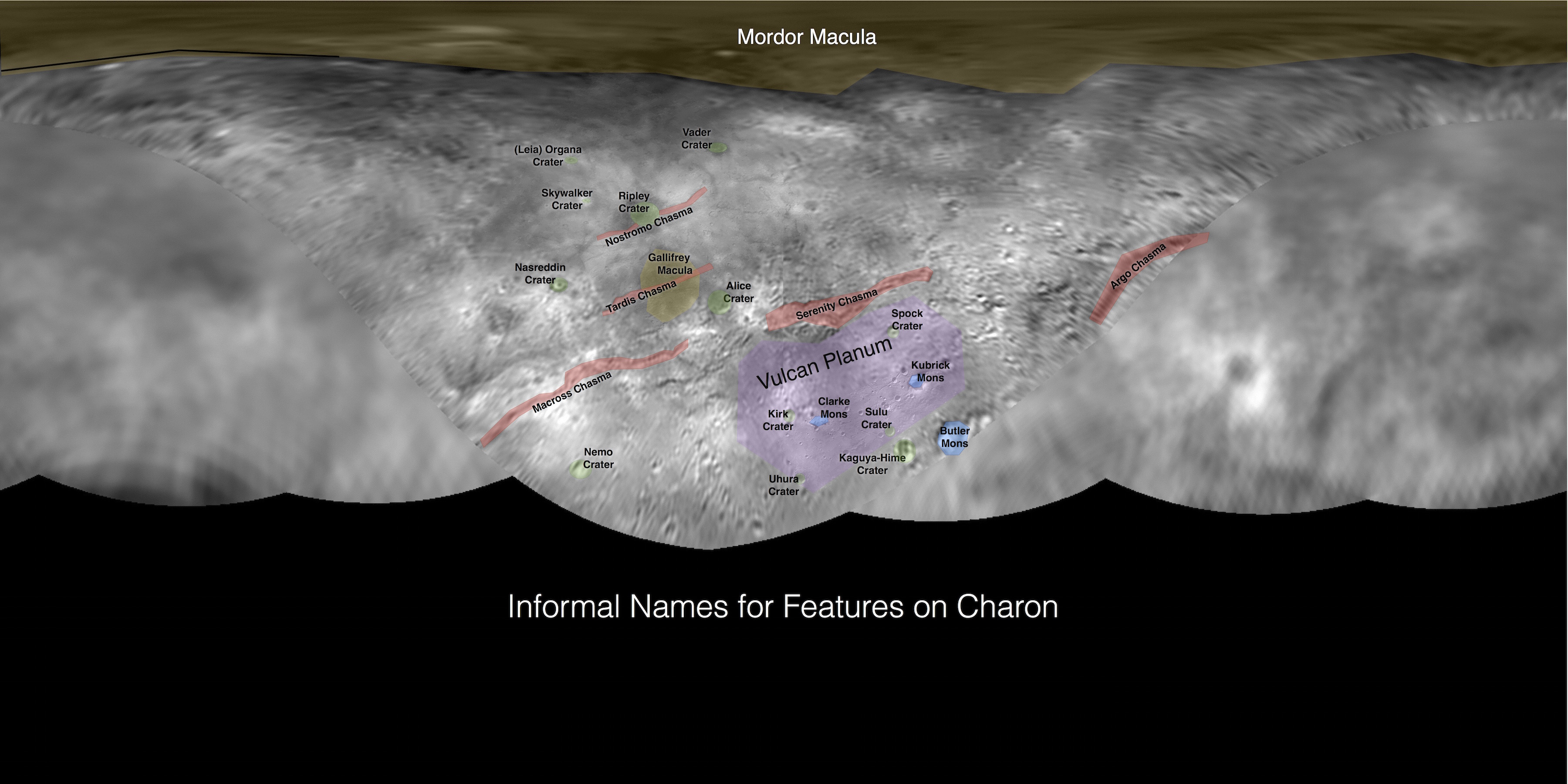
Mapa de Caronte. Cráter Ripley junto a la Nostromo.

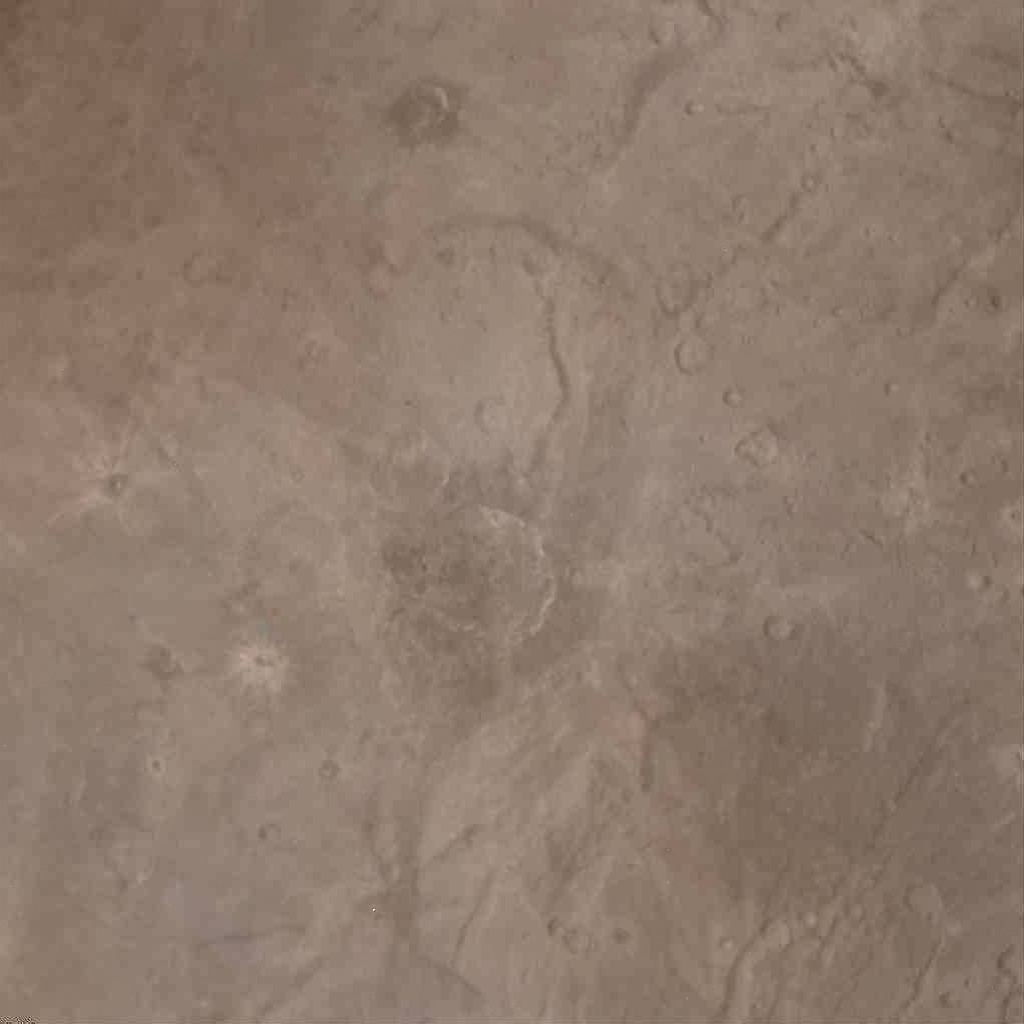
Cráter Ripley (centro) tomada por la sonda New Horizons el 14 de julio de 2015.

Ripley es un cráter de impacto en la luna de Plutón, Caronte. Debe su nombre a la heroína Ellen Ripley, protagonista principal en la película de ciencia ficción/terror, Alien: el octavo pasajero.